# Mamadou Dindé Diallo
Pour les articles homonymes, voir Diallo.
Mamadou Dindé Diallo, né à Daloa en République de Côte d'Ivoire, est un enseignant chercheur et historien guinéen.
Il est le vice-recteur de l'Université Julius-Nyerere de Kankan depuis le 18 février 2022.

## Biographie

### Études
Mamadou Dindé Diallo a fait ses études primaires et secondaires à Daloa une ville du centre-ouest de la Côte d'ivoire.
ll obtient son baccalauréat en Côte d’Ivoire, puis son inscription en Histoire à l'université félix-houphouët-boigny.
Après l'Université Félix-Houphouët-Boigny il décide de rentrer en Guinée, son pays d'origine où il va poursuivre ces études à l’Université Gamal Abdel Nasser de Conakry, il obtient, en 1999, une maîtrise des sciences en Histoire. Une année après le certificat d’aptitude professionnelle de l’enseignement secondaire en Guinée à l’ISSEG.
En 2009, il est titulaire d’un master 2 à l'Université Général Lansana Conté. La même année, il bénéficie d’une bourse du gouvernement français pour une thèse de doctorat à l'Université Toulouse-Jean-Jaurès situé dans le quartier du Mirailen France. La thèse soutenue en mai 2013 porte sur l’histoire de la presse écrite guinéenne,,.

## Parcours académique
Dès octobre 2000, il commence à donner des cours dans des lycées de Conakry, notamment le lycée Yimbaya de Matoto et le complexe scolaire Roi Hassane 2 de Tombolia.
En octobre 2002, il entame son parcours d'enseignant dans les universités au département d'histoire de l'université Gamal Abdel Nasser de Conakry et à l'école militaire inter-armée (EMIA) du Camp Alpha Yaya Diallo en 2005.
En octobre 2005, il devient enseignant-chercheur au département histoire de l'université Général Lansana Conté de Sonfonia et assistant du chef de département de 2007 à février 2008
En février 2008, il rejoint Kindia en tant que chef de département d'histoire au centre universitaire de Kindia puis vice-doyen chargé des études de la faculté des lettres et sciences humaines du même centre universitaire.
En juillet 2010, il rejoint la faculté des sciences sociales de l'Université de Kindia avec le titre de vice-doyen avant d'être fait en octobre 2013 recteur de l'université privée Bambo Kèba Fadiga,. Dindé est également membre de la chaire UNESCO de l'université de Kindia depuis 2018,.

## Ouvrages

### Revues
- 2020: Un siècle de journaux en Guinée. Histoire de la presse écrite de la période coloniale à nos jours Tome 1 - La presse écrite en Guinée française (années 1920-1958): d'une affaire de colons à une presse plurielle et engagée, Conakry, 2020, 236 p. Décembre 2020[8],[9].
- La presse guinéenne en période de transition juridique (1984-1990), une difficile gestation, in Revue Kania n°002, mai 2017;
- 2017: Du monolithisme au pluralisme de la presse écrite en Guinée (1990-1992)
- 2017: Aimé Olivier, Comte de Sanderval: un voyageur pas comme les autres,
- 2015: La presse écrite, une source pour l’histoire contemporaine de la Guinée: Exemple du Lynx, in Kania Revue Scientifique du CUK, no001 juillet 2015
- 2015: Les toponymes comme sources de l’histoire selon les traditions orales, in Kania Revue Scientifique du CUK, no001  juillet 2015
- 2015: La pénétration de la presse écrite en Afrique: une création de l’époque coloniale, in Revue Horizons Plus, volume 11, mars 2015, université Général Lansana Conté de Sonfonia-Conakry
- 2014: La presse écrite en Guinée-Conakry (1925-1958): d’une affaire de colons à une affaire contre les colons, in Journal Gabonais d’Histoire économique et sociale, no4 juillet-décembre 2014, Université Omar Bongo, Libreville-Gabon.
- 2013: Un siècle de journaux en Guinée. Histoire de la presse écrite en Guinée des origines à nos jours (1922-2010)[10],[11]
- Le Lynx: un satirique sous des régimes autoritaires (1992-2010), à paraître dans la revue scientifique RESUK n°17, Université de Kankan;
- La migration en Guinée durant la période coloniale (1890-1958): une délocalisation forcée, à paraître dans la Revue scientifique RESUK n°17, Université de Kankan
- 2020: Un siècle de journaux en Guinée. Histoire de la presse écrite de la période coloniale à nos jours Tome 2  La presse en Guinée sous la Première République (1958-1984) : une presse muselée, Conakry, 2020, 150 p, format : 13,5 x 21,5 cm.Octobre 2020[12]
- 2020: Un siècle de journaux en Guinée. Histoire de la presse écrite de la période coloniale à nos jours Tome 3 Le "printemps de la presse" sous la Deuxième République (1984-2010), Conakry, 2020, 240 p, éditeur : Editions L'Harmattan, collection : Harmattan Guinée. Octobre 2020[13]